# Ferdynandów (województwo lubelskie)
Ferdynandów – wieś w Polsce położona w województwie lubelskim, w powiecie łukowskim, w gminie Adamów.
| SIMC    | Nazwa             | Rodzaj    |
| ------- | ----------------- | --------- |
| 0667945 | Ferdynandów Drugi | część wsi |

Wierni Kościoła rzymskokatolickiego należą do parafii Nawiedzenia Najświętszej Maryi Panny w Woli Gułowskiej.
W latach 1975–1998 miejscowość administracyjnie należała do województwa siedleckiego.
Wieś stanowi sołectwo w gminie Adamów. Według Narodowego Spisu Powszechnego z roku 2011 wieś liczyła 162 mieszkańców.